# Karol Sauerland

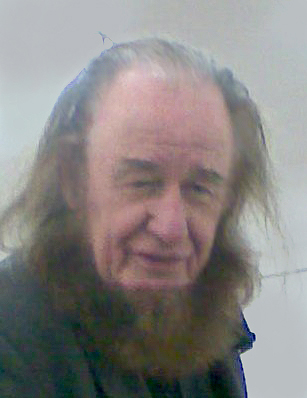
Karol Sauerland (2010)

Karol Sauerland (* 8. Juni 1936 in Moskau) ist ein polnisch-deutscher Germanist und Philosoph, der Professor für Germanistik an der polnischen Universität Toruń war.

## Leben
Sauerland wurde 1936 als Sohn deutscher Emigranten in Moskau geboren. Sein Vater, der kommunistische Politiker Kurt Sauerland, war nach der Machtübernahme der Nationalsozialisten dorthin geflohen, wohnte im Hotel Lux und fiel 1938 den Stalinschen Säuberungen zum Opfer.
Nach dem Krieg machte Sauerland in Halle/Saale das Abitur und studierte von 1955 bis 1957 Philosophie an der Humboldt-Universität in Ost-Berlin. 1957 musste er dieses Studium auf Grund seines Engagements für den politischen Umbruch in Polen aus politischen Gründen abbrechen und arbeitete zunächst in Ost-Berlin eine Zeitlang als Hilfsarbeiter, übersiedelte dann aber nach Polen, wo er bald die polnische Staatsbürgerschaft annahm. Von 1958 bis 1963 studierte er in Warschau Mathematik und Germanistik. Mit einer Arbeit zu Wilhelm Diltheys Erlebnisbegriff wurde er im Jahre 1970 promoviert. 1975 habilitierte er sich an der Universität Warschau mit einer Arbeit zu Adornos Ästhetik.
Bereits im Jahr der Habilitation zum Universitätsdozenten ernannt, leitete Karol Sauerland seit 1977 die Abteilung für deutsche Literatur am Institut für Germanistik der Warschauer Universität. Von 1979 bis 1986 hatte er den Lehrstuhl für Germanistik an der Nikolaus-Kopernikus-Universität in Toruń inne, den er – 1980 der Gewerkschaftsbewegung Solidarność beigetreten und bald in deren Vorstand an der Universität Toruń gewählt – aus politischen Gründen bald wieder verlor. In diesen Jahren war er verschiedensten staatlichen Schikanen (Hausdurchsuchungen, Verhöre, achtundzwanzigmalige Ablehnung von Anträgen auf Auslandsreisen etc.) ausgesetzt. Erst 1989 wurde er durch den Staatsratsvorsitzenden Polens offiziell zum Professor ernannt, obwohl ein entsprechender Antrag auf Verleihung der Professur bereits 1982 von der Fakultät gestellt und vom Senat bestätigt, von der kommunistischen Partei Polens jedoch blockiert worden war. Seither leitete er bis zum Jahre 2005 die Abteilung für Literaturwissenschaft seiner Universität.
Karol Sauerlands wissenschaftliches Werk hat in Deutschland breite Anerkennung erfahren, die sich 1993 in der Berufung in den Wissenschaftlichen Beirat des Deutschen Akademischen Austauschdienstes (DAAD) und 1995 in der Verleihung des Humboldt-Preises der Alexander-von-Humboldt-Stiftung niederschlug. Zudem wurden ihm zahlreiche Einladungen zur Wahrnehmung von Gastprofessuren zuteil. 1988 lehrte er als Vertreter von Adolf Muschg an der ETH Zürich, im Wintersemester 1988/89 und 1997 hatte er eine Gastprofessur an der Universität Mainz inne. 1994 war er Fellow am Wissenschaftskolleg in Berlin sowie Gastprofessor an der dortigen Freien Universität. Im Wintersemester 2004/05 lehrte er für zwei Semester am Fritz-Bauer-Institut der Universität Frankfurt am Main und im Wintersemester 2005/06 an der Universität Hamburg. 2008 nahm er die Franz-Rosenzweig-Gastprofessur an der Universität Kassel wahr. 2009–2011 lehrte Sauerland am germanistischen Lehrstuhl der Jan-Evangelista-Purkyně-Universität in Ústí nad Labem.

## Schriften
- Diltheys Erlebnisbegriff. Entstehung, Glanzzeit und Verkümmerung eines literaturhistorischen Begriffs, Berlin, New York 1972.
- Filozofia niemieckiego oświecenia (Die Philosophie der deutschen Aufklärung), hg. zusammen mit T. Namowicz und M. Siemek, Warschau 1973
- Einführung in die Ästhetik Adornos, Berlin, New York 1979
- »In der Nacht wandern die Bäume«. Ein polnisches Lesebuch, Luzern 1983 (zusammen mit B. Surowska, Vorwort Siegfried Lenz)
- Od Dilthey do Adorna. Studia z estetyki niemieckiej,  Warschau 1986 (über Dilthey, den jungen Lukács, Wittgenstein, Łempicki, Bloch, Musil, Benjamin, die Expressionismusdebatte, Adorno etc.). Warschau 1986
- Theorie der materialistischen Literaturbetrachtung, in: Zoran Konstantinovic, Albert M.Reh, Karol Sauerland, Literaturwissenschaftliche Betrachtungsweisen I, Bern, Frankfurt/M. New York, Paris 1990
- Theodor W. Adorno, Sztuka i sztuki. Wybór esejów, Warszawa 1990 (Eine Auswahl aus den Essays von Adorno)
- Heidelberg im Schnittpunkt intellektueller Kreise. Zur Topographie "geistiger Geselligkeit" eines "Weltdorfes": 1850–1950 (zusammen mit Hubert Treiber), Opladen, Wiesbaden 1994
- Gedächtnis und Erinnerung in der Literatur, Warschau 1996
- Das Subversive in der Literatur und die Literatur als das Subversive, Toruń 1997
- Die Lust an der Denunziation. Fallstudien in zwei Diktaturen, in: Horch und Guck, 7. Jg., Heft 22 (1/1998), S. 38–43.
- Kulturtransfer. Polen – Deutschland. Wechselbeziehungen in Sprache, Kultur und Gesellschaft, Bd. 1–3 Bonn 1999, 2001, 2004
- Dreissig Silberlinge. Denunziation in Gegenwart und Geschichte, Berlin 2000 (ungarisch, Budapest 2001)
- Polen und Juden zwischen 1939 und 1968. Jedwabne und die Folgen, Berlin 2004
- Literatur und Theologie. Schreibprozesse zwischen biblischer Überlieferung und geschichtlicher Erfahrung (zusammen mit Ulrich Wergin), Würzburg 2005
- Literatur- und Kulturtransfer als Politikum am Beispiel Volkspolens, Frankfurt am Main, Berlin, Bern, Bruxelles, New York, Oxford, Wien 2006
- Der Mord an Priester Jerzy Popiełuszko. Ein Tagebuchbericht, in: Horch und Guck, 17. Jg., Heft 59 (1/2008), S. 30–33.
- Schleppende Lustration in Polen. Streit um das Buch "Der Sicherheitsdienst und Lech Wałesa", in: Horch und Guck, 17. Jg., Heft 62 (4/2008), S. 58–61.